# Замысловский, Егор Егорович
Его́р Его́рович Замысло́вский (6 [18] июня 1841, Гродно, Российская империя — 9 [21] мая 1896, Санкт-Петербург) — российский историк, профессор истории Санкт-Петербургского университета, действительный статский советник, член-корреспондент Петербургской академии наук.
Отец Георгия Замысловского (1872—1920).

## Биография
Родился 6 (18) июня 1841 года в Гродно (ныне — Республика Беларусь). С пятилетнего возраста воспитывался в семье своего дяди по материнской линии Алексея Степановича Георгиевского, который с радостью принял племянника. В 1861 году зачислен во второй класс 2-й Санкт-Петербургской гимназии. В 1857 году поступил на историко-филологический факультет Императорского Санкт-Петербургского университета, который в 1861 году окончил кандидатом.
Преподавал историю России в Павловском женском институте (1866—1872), в Александровском лицее (1867—1872). В 1869 году — ассистент профессора  К. Н. Бестужева-Рюмина в Санкт-Петербургском историко-филологическом институте. После защиты магистерской диссертации «Царствование Федора Алексеевича» в 1871 году был назначен профессором русской истории в том же институте и доцентом Петербургского университета, где, вслед за получением степени доктора за свою диссертацию «Герберштейн и его историко-географические известия о России» (1884), стал ординарным профессором. В 1880—1890 годах преподавал русскую историю великим князьям Николаю Александровичу (будущему императору Николаю II) и Георгию Александровичу.
Курс русской истории, который читал Замысловский в университете и в институте, отличался подробным изложением фактических данных и в распределении материала следовал системе, принятой К. Н. Бестужевым-Рюминым в его «Русской истории». Под редакцией Замысловского выходила «История российских орденов» (изд. капитула орденов). Известен также составлением «Учебного атласа по русской истории», который вышел тремя изданиями (1865, 1869 и 1885 гг.). Наконец, под его же редакцией изданы: «Летопись занятий Археографической комиссии» (СПб., 1871—1877 гг., три выпуска) и «История российских орденов».
По болезни 1 сентября 1890 года вышел в отставку.
Скончался 9 (21) мая 1896 года в Санкт-Петербурге от болезни головного мозга. Похоронен на Смоленском православном кладбище.

## Сочинения
- «Царствование Федора Алексеевича», магистерская диссертация (СПб., 1871)
- Царствование Федора Алексеевича. — Санкт-Петербург: Тип. Замысловскаго и Бобылева. Ч. 1: Введение; Обзор источников. — 1871. — [6], 76, 216, LXV с.
- «О значении XVII века в русской истории» («Журнал Министерства народного просвещения», 1871, кн. 12),
- «Сказание Массы и Геркмана о смутном времени в России» (СПб., 1874),
- «Описание Литвы, Самогитии, Руссии и Московии Себастиана Мюнстера» (СПб., 1880),
- «Занятие Русскими Сибири» (СПб., 1882),
- Герберштейн и его историко-географические известия о России: С приложением материалов для историко-географического атласа России XVI в. — СПб.: Тип. бр. Пантелеевых, 1884. — [4], IV, 563 с. — (Записки Историко-филологического факультета Императорского Санкт-Петербургского университета; Т. 13).
- Учебный атлас по русской истории / составлен и издан под редакцией проф. Е. Замысловского. — Издание 3-е. — Санкт-Петербург : издание Картографического заведения А. Ильина, 1887. — [2] с., 22 л. карт.
- Сношения России с Польшей в царствование Феодора Алексеевича / [Соч.] Е. Е. Замысловского. — Санкт-Петербург: тип. В. С. Балашева, 1888. — 90 с.
- Извлечения из переписных книг. — СПб., 1888. — 314 с.
- «О сношениях с Западом при Иоанне Грозном» («Русский вестник», 1889, кн. 4)
- Сношения России с Швецией и Данией в царствование Федора Алексеевича1. — Санкт-Петербург: тип. т-ва «Обществ. польза», 1889. — 3—36 с.
- Чертежи сибирских земель XVI—XVII веков («Журнал Министерства народного просвещения», 1891, ч. 275, июнь).
- Фольклор Верейского уезда Московской губернии в записях Е. Е. Замысловского: 1861–1862 гг. / Вступительная статья, составление, примечания А. В. Ефимова. — М.: Институт Наследия, 2019. — 368 с. — ISBN 978-5-86443-303-4